# Labogastria pedunculata
Labogastria pedunculata är en tvåvingeart som beskrevs av Günther Enderlein 1914. Labogastria pedunculata ingår i släktet Labogastria och familjen vapenflugor. Inga underarter finns listade i Catalogue of Life.